# Bibor et Tribar

Bibor et Tribar est une série française de bande dessinée créée par Rob-Vel dans le premier numéro du journal Spirou le 21 avril 1938 jusqu'au no 13/39 du 30 mars 1939. Elle met en scène deux marins de guerre de Concarneau façon Laurel et Hardy. La série est, en 1940, le premier album de bande dessinée en grand format publiée par Dupuis. En 1947 elle est reprise dans le journal Pierrot.